# آلبرتو چیویدینی
آلبرتو چیویدینی (انگلیسی: Alberto Chividini؛ ۲۳ فوریهٔ ۱۹۰۷ – ۳۱ اکتبر ۱۹۶۱) یک بازیکن فوتبال اهل آرژانتین بود.
وی همچنین در تیم ملی فوتبال آرژانتین بازی کرده‌است.